# Villegas (Burgos)
Villegas es una localidad y un municipio situados en la provincia de Burgos, Castilla la Vieja, en la comunidad autónoma de Castilla y León (España), comarca de Brullés, Odra-Pisuerga, partido judicial de Burgos, cabecera del ayuntamiento de su nombre.
El municipio tiene un área de 24,59 km² con una población de 79 habitantes (INE 2024) y una densidad de 3,66 hab/km².

## Geografía
Comprende las localidades de Villegas y su barrio de Villamorón.

### Transporte y comunicaciones
En la carretera autonómica  BU-640 .

## Demografía
Villegas cuenta con una población de 79 habitantes (INE 2024).
| Gráfica de evolución demográfica de Villegas entre 1842 y 2021                                                        |
| |
| Población de derecho según los censos de población del INE. Población de hecho según los censos de población del INE. |

## Historia

### Origen
El territorio adonde se asienta la actual villa de Villegas o Villaegas comienza a ser repoblado gracias a la reconquista cristiana. El entonces condado de Castilla adquirió el dominio del valle de Mena en el año 850. El conde Rodrigo conquistó Amaya en el 860, y es así que se fue adquiriendo más territorio y repoblando el río Brullés hacia el año 880. Fueron los foramontanos quienes se establecieron en aldeas sencillas, en las grandes extensiones de la Bureba, los Páramos y en los ríos mesetarios.
El conde Diego Rodríguez Porcelos fundó Villadiego en alrededor del año 880 y Burgos en 884, cerrando las defensas por el oriente. Al mismo tiempo el conde Nuño Núñez asienta con firmeza la villa y el castillo de Castrojeriz. Al abrigo de esta seguridad se presentaron ante el conde Diego, en Villadiego, dos grupos de familias procedentes de las Asturias de Santillana, para asentarse, colonizar la tierra y sumarse a los ideales de la joven Castilla que a todos recibía y trataba por igual, liderados por dos personajes caracterizados: Egas y Mauronta. El Conde les asignó un sector, una legua más abajo de Villadiego, a ambas orillas del río Brullés, naciendo de esta forma dos villas: Villa Egas (en la banda oriental del río, actual barrio Villegas) y Villa Mauronta (en la ribera occidental, actual barrio Villamorón). Al poco tiempo se asentaron cuatro villas más, las cuales al despoblarse y desaparecer en el siglo XIV, dejaron a Villegas como su heredera (en el actual término Municipal homónimo). Dichas villas formaban parte del alfoz de Villadiego hasta cerca de 1066, pasando al alfoz de Hormaza hasta 1237, que fue cuando se la incluyó en la Merindad de Castrojeriz.

### Señorío

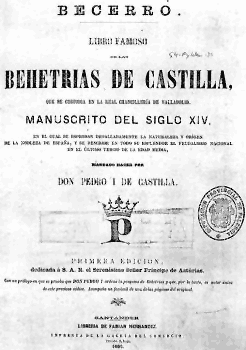
Portada del libro Becerro de las behetrías de Castilla.

Fue una behetría cerrada o de linaje — que figura en el libro Becerro de las behetrías de Castilla — propiedad del conde Nuño Pérez de Lara, regente del Reino (1164-1170) a pesar de la derrota sufrida en la batalla de Lobregal, que heredó a la muerte de su padre en 1130, el conde Pedro González de Lara.
Villegas se unió con Villamorón hacia el 1580 y pasó a formar una única villa con dos barrios, perdiéndose el señorío en forma definitiva por ser declarada villa de realengo en 1752.

### Villa de Realengo
La rama colateral castellana de la casa de Villegas que se fundó aquí hacia 1400 perdió el señorío sobre esta villa (de dos barrios) en 1752. Está, en su categoría de pueblos solos, en el partido de Castrojeriz, uno de los catorce que formaban la Intendencia de Burgos, durante el período comprendido entre 1785 y 1833, en el censo de Floridablanca de 1787, jurisdicción de realengo con alcalde ordinario.

## Monumentos y lugares de interés
Iglesia de Santa Eugenia
Consta de tres naves de cuatro tramos, con el altar mayor poligonal flanqueado por dos sacristías. Todo el techo está formado por bóvedas de crucería estrelladas. Dentro de la torre tiene un coro isabelino (s. XVI), ornamentado con bolas y tracerías curvilíneas, con una barandilla con dibujos similares a los de las bóvedas. Al coro se accede por una escalinata lateral bajo la que está la pila bautismal. Destacan dentro de la iglesia el Retablo Mayor de Santa Eugenia (atribuido a Domingo de Amberes), Retablo flamenco de San Nicolás (s. XV), Retablo de los Santos Mártires, retablos menores de la Inmaculada, del Santo Cristo y de la Virgen del Rosario, pila bautismal románica, púlpito de piedra, Cruz Procesional del "Cristo de los Angelitos" (s. XIV).
Iglesia católica de Santiago Apóstol en Villamorón.
Conjuradero.
Uno de los escasos que se conservan en Castilla y León. Contiene un relicario con santa Bárbara.

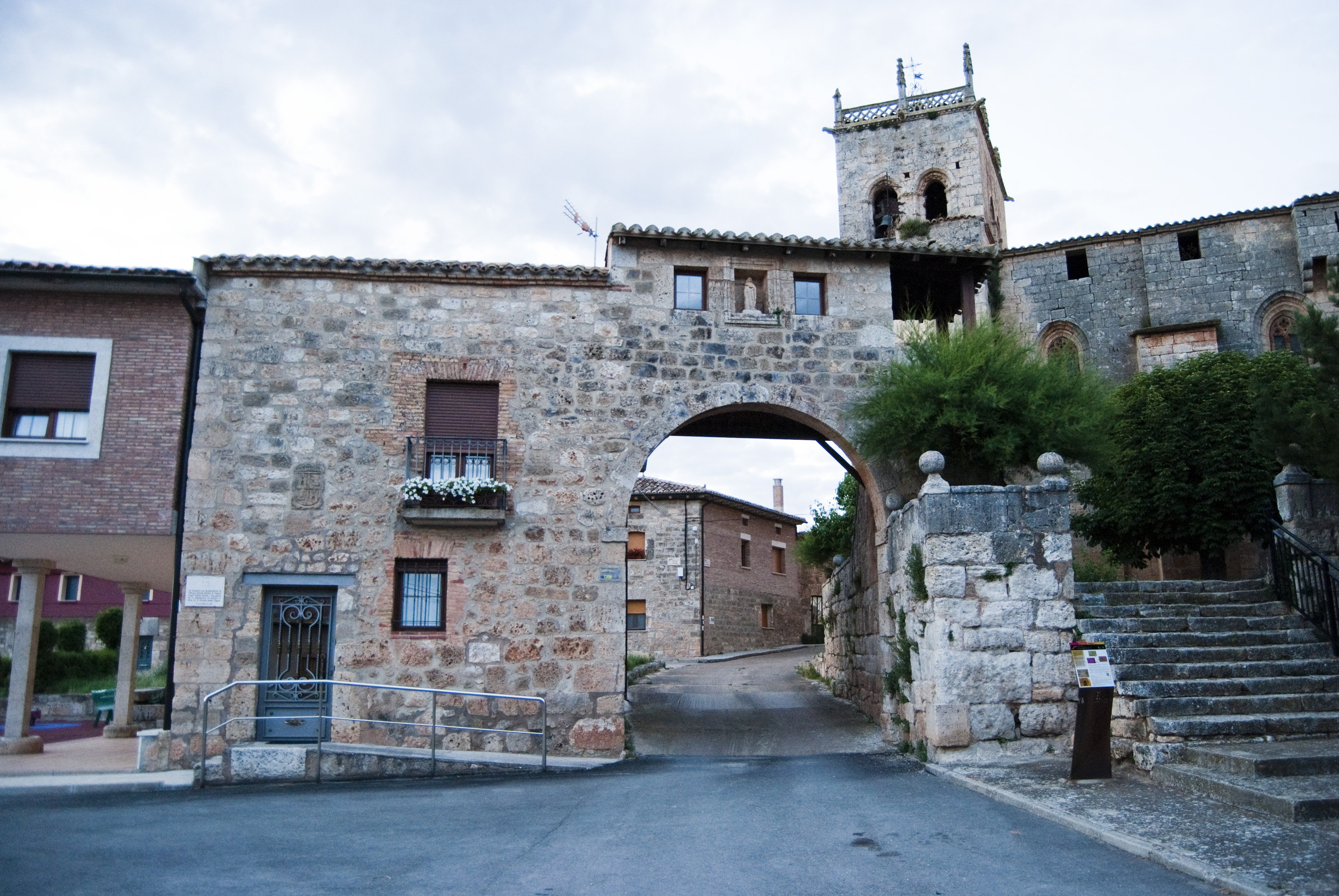
Conjuradero de Villegas.

## Cultura

### Fiestas y costumbres
- El 29 de diciembre, Santa Eugenia, fiestas patronales.
- El 15 de mayo, San Isidro Labrador.